# جامعة سويسرا الإيطالية
جامعة سويسرا الإيطالية (بالإيطالية: Università della Svizzera italiana)، وتعرف أيضًا باسم جامعة لوغانو هي جامعة حكومية سويسرية تأسست سنة 1996، وتتوزع كلياتها على مدينتي لوغانو ومندريزيو. وتتبع النمط الأوروبي الذي تكون مدة الدراسة الجامعية الأولى فيه ثلاث سنوات، ومدة الدراسة للماجستير سنتان، سواء بالإيطالية أو بالإنجليزية.

## كليات الجامعة
تضم الجامعة أربع كليات هي:

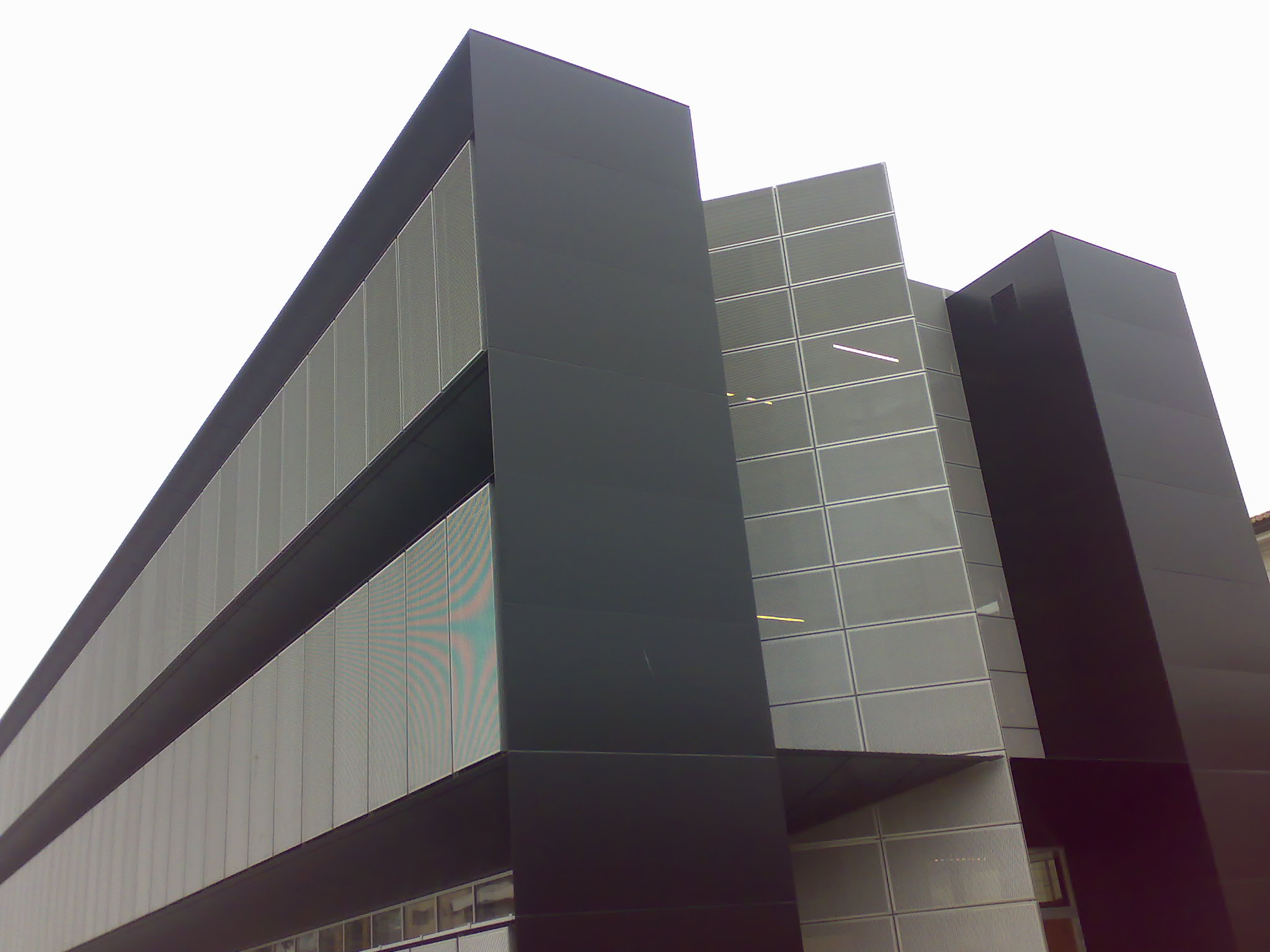
مبنى كلية المعلوماتية في لوغانو

- كلية الاقتصاد: ومقرها في الحرم الرئيس بمدينة لوغانو.
- كلية علوم الاتصال: ومقرها في الحرم الرئيس بمدينة لوغانو.
- كلية العمارة: ومقرها في مدينة مندريزيو.
- كلية المعلوماتية: ومقرها في الحرم الرئيس بمدينة لوغانو.

## وصلات خارجية
- الموقع الرسمي للجامعة (بالإنجليزية) (بالإيطالية)